# 七月九日縣 (內格羅河省)

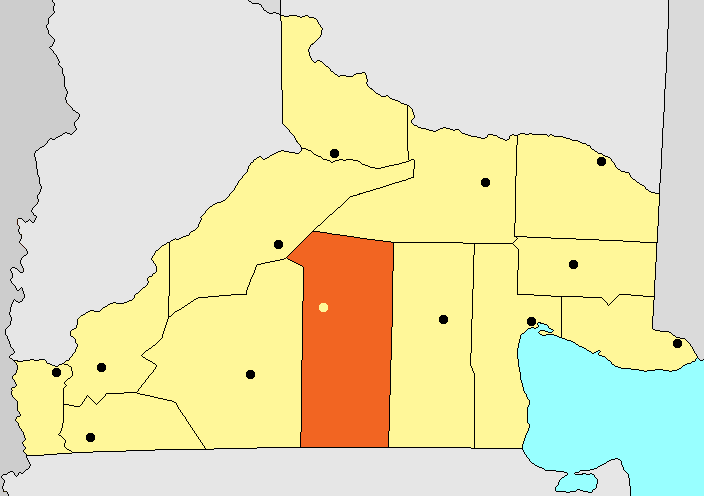

40°35′9″S 67°45′26″W / 40.58583°S 67.75722°W
七月九日縣（西班牙語：Departamento Nueve de Julio），是阿根廷的縣份，位於該國中部內格羅河省，首府是塞拉科洛拉達，面積25,597平方公里，2010年人口3,471，人口密度每平方公里0.1人。